# كليمنت الثاني
البابا كليمنت الثاني ((باللاتينية: Clemens II)‏; ولد سيدغير فون مورسليبين؛ توفي 9 أكتوبر 1047)، كان البابا من 25 كانون الأول / ديسمبر 1046 حتى وفاته عام 1047. كان الأول في سلسلة من الباباوات الإصلاحيين ألألمان.
سيدغير كان أسقف مدينة بامبرغ. في 1046، رافق هنري ملك ألمانيا، عندما توجه بطلب من علمانيي ورجال الدين روما هنري ذهب إلى إيطاليا ووألف مجلس أستري الذي خلع الباباوات بنديكت التاسع وسيلفستر الثالث، وقبل استقالة غريغوري السادس. ثم اقترح هنري ترشيح سيدغر للباباوية. وعندما انتخب أتخذ اسم كليمنت الثاني. قام كليمنت بتتويج هنري كإمبراطور روماني مقدس.
شهدت فترة كليمنت الوجيزة سنن صارمة في حظر الرشوة.

## للقراءة
- Dolley, M. (1969). «إهمال بعض الأدلة من الايرلندي سجلات بشأن ادعاء تسمم من البابا كليمنت الثاني» Frühmittelalterliche Studien 3, 1969, pp. 343–346.
- Gresser, Georg (2007). Clemens II.: der erste deutsche Reformpapst (بالألمانية). Schöningh. ISBN:978-3-506-76329-7. Archived from the original on 2020-01-26.
- مان هوراس K. (1902). حياة البابوات في العصور الوسطى في وقت مبكر المجلد الخامس (لندن، ك بول الخندق، Trübner, & co.)، ص 270-285.
- Migne, J.-P., ed. (1880). Patrologiae cursus completus, Series Latina (باللاتينية). apud Garnier fratres, apud J.-P. Migne. Vol. Tomus CXLII (142). pp. 577–590. Archived from the original on 2020-01-26.
- Timmel, R. (1982). «بيشوف Suidger فون بامبرغ – Papst كليمنس الثانية. † 1047,» Fränkische Lebensbilder 10, 1982, pp. 1–19.
- Zimmermann, G. (1980). «بيشوف Suidger فون بامبرغ – Papst كليمنس الثاني.,» في: سورغ um den Menschen. كتاب تذكاري zum 25jährigen Bischofsjubiläum فون Alterzbischof يوسف شنايدر, (ed. H. G. Röhrig) بامبرغ 1980، ص 125-135.

## وصلات خارجية
- Laqua هانز بيتر (2000). "كلمنت الثاني" Enciclopedia dei papi (Treccani 2000).